# VICTON
VICTON（ビクトン、朝: 빅톤）は、韓国の6人組ボーイズグループである。2016年11月9日に1stミニアルバム「Voice To New World」をリリースし、デビュー。ISTエンターテインメント所属

## 概要
2016年にPlan Aエンターテインメント（現・ISTエンターテインメント）のハン・スンウ、カン・スンシク、ホ・チャン、イム・セジュン、ド・ハンセ、チェ・ビョンチャン、チョン・スビンの7人で結成された。
グループ名である「VICTON」は「VOICE TO NEW WORLD」の略語で「新しい世界に向かう声」という意味である。
ファン名はALICE（アリス、朝: 앨리스）である。

## 来歴

### 2016年
- 8月30日 - ボーイズグループリアリティ番組Mnet「私と7人の男たちの物語 ミチルナム(Crazy Boy)」放送開始。出演メンバーは後の「VICTON」メンバー[2]。
- 11月1日 - Mnet「私と7人の男たちの物語 ミチルナム(Crazy Boy)」の番組終了後、公式グループ名である「VICTON」と共に代表ロゴイメージと3Dロゴを公開[3]。
- 11月9日 - 1stミニアルバム「Voice To New World」をリリースし、デビュー。ソウル市広津区広壮洞YES24ライブホールでデビュー記念ショーケースを開催[4]。
- 11月19日 - ソウル市城東区ソウルメトロ人材開発院でデビュー後初のファンサイン会開催[5]。

### 2017年
- 3月2日 - 2ndミニアルバム「READY」をリリース[6]。
- 5月2日 - 初の日本ライブ「HELLO JAPAN！ VICTON 1ST SPECIAL LIVE」を開催。[7]。
- 5月19日 - 「KCON 2017 JAPAN」に出演。[8]。
- 5月27日 - ソウル市広津区にあるユニバーサルアートセンターで初の単独ファンミーティング「Welcome to VICTON CLASS」を開催[9]。
- 8月23日 - 3rdミニアルバム「IDENTITY」をリリース[10]。
- 11月9日 - 4thミニアルバム「From. VICTON」をリリース[10]。

### 2018年
- 4月13日 - 「KCON 2018 JAPAN×M COUNTDOWN」に出演[11]。
- 5月23日 - 1stシングルアルバム「俉月哀」をリリース[12]。
- 9月12日 - 初の欧州ツアー「VICTON FIRST EUROPE TOUR 2018」開催（2018年9月23日までモスクワ、ロンドン、パリなど計8都市）[13]。

### 2019年
- 5月3日 - 「PRODUCE X 101」放送開始。メンバーからはハン・スンウ、チェ・ビョンチャンが参加。
- 7月11日 - チェ・ビョンチャンが健康上の理由で「PRODUCE X 101」を降板することを事務所が発表[14]。
- 7月19日 - 「PRODUCE X 101」最終回にて、ハン・スンウが「X1」のメンバーとなることが確定。
- 8月14日 - 休養中であったチェ・ビョンチャンが「TMI NEWS」の収録に参加し、活動再開[15]。
- 11月4日 - 5thミニアルバム「nostalgia」をリリース。

### 2020年
- 1月6日 - Play Mエンターテインメント含むX1所属の各メンバーの所属事務所とCJ ENM、SWINGエンターテインメントの協議の結果、ハン・スンウが所属していたX1の解散が決定。
- 1月30日 - 所属事務所Play Mエンターテインメントがハン・スンウがグループ活動に合流することを発表[16]。
- 3月9日 - 6thミニアルバム「CONTINUOUS」をリリース[17]。
- 6月2日 - 2ndシングルアルバム「Mayday」をリリース。
- 6月22日 - オンラインライブ「2020 VICTON ONTACT LIVE [Mayday]」の開催を発表。

### 2021年
- 1月11日 - 1stフルアルバム「VOICE : The future is now」をリリース[18]。デビュー4年にして初めてのフルアルバムである。「VOICE : The future is now」は、「時間が過ぎても今、僕たちが願っていた夢のような現実を生きている」という意味で、4年間の成長に続いて、新たに跳躍するVICTONの自信と堂々とした抱負をアルバムに込めた。また当初は2020年12月1日に1stフルアルバムを発売予定だったが、カムバックを控えて撮影したコンテンツ制作に参加した外部スタッフが新型コロナウイルスに感染し、カムバックスケジュールをしばらく中断していた[19]。
- 7月28日 - ハン・スンウが兵役のため入隊[20]。

### 2022年
- 1月18日 - 3rdシングルアルバム「Chronograph」をリリース。[21]
- 5月31日 - 7thミニアルバム「Chaos」をリリース。[22]
- 10月11日 - ホ・チャンが飲酒運転により脱退[23]
- 11月15日 - 8thミニアルバム「Choice」をリリース。[24]

## メンバー

### 現メンバー
| 画像 | 名前               | 本名     | 本名   | 本名            | 生年月日               | 出身地                              | 身長 | 血液型 | プロフィール |
| 画像 | 名前               | ハングル | 漢字   | ローマ字        | 生年月日               | 出身地                              | 身長 | 血液型 | プロフィール |
| ---- | ------------------ | -------- | ------ | --------------- | ---------------------- | ----------------------------------- | ---- | ------ | --- |
|      | ハン・スンウ       | 한승우   | 韓勝宇 | Han Seung-Woo   | 1994年12月24日（30歳） | 大韓民国 釜山広域市北区金谷洞       | 184  | B      | - ポジション: リードボーカル リードラッパー、元リーダー - PRODUCE X 101に参加。最終順位3位。 - 元X1のメンバー。 |
|      | カン・スンシク     | 강승식   | 姜昇植 | Kang Seung-Sik  | 1995年4月16日（30歳）  | 大韓民国 京畿道城南市               | 180  | A      | - ポジション: リーダー、メインボーカル - いくつかのドラマOSTに参加                                              |
|      | イム・セジュン     | 임세준   | 林勢俊 | Lim Se-Jun      | 1996年5月4日（29歳）   | 大韓民国 ソウル特別市城東区馬場洞   | 180  | O      | - ポジション: センター、リードボーカル                                                                          |
|      | ド・ハンセ         | 도한세   | 都韓勢 | Do Han-Se       | 1997年9月25日（27歳）  | 大韓民国 仁川広域市西区             | 176  | A      | - ポジション: メインラッパー                                                                                    |
|      | チェ・ビョンチャン | 최병찬   | 崔秉燦 | Choi Byung-Chan | 1997年11月12日（27歳） | 大韓民国 全羅北道全州市万山区三千洞 | 185  | B      | - ポジション: サブボーカル - PRODUCE X 101に参加(コンセプト評価直後に降板) - 俳優としても活躍                   |
|      | チョン・スビン     | 정수빈   | 鄭秀彬 | Jung Su-Bin     | 1999年4月5日（26歳）   | 大韓民国 大田広域市西区             | 175  | AB     | - ポジション: サブボーカル - 俳優としても活躍                                                                   |

### 旧メンバー
| 画像 | 名前       | 本名     | 本名 | 本名     | 生年月日               | 出身地                | 身長 | 血液型 | プロフィール                               |
| 画像 | 名前       | ハングル | 漢字 | ローマ字 | 生年月日               | 出身地                | 身長 | 血液型 | プロフィール                               |
| ---- | ---------- | -------- | ---- | -------- | ---------------------- | --------------------- | ---- | ------ | ------------------------------------------ |
|      | ホ・チャン | 허찬     | 許燦 | Heo Chan | 1995年12月14日（29歳） | 大韓民国 京畿道城南市 | 177  | A      | - ポジション: メインダンサー、サブボーカル |

## ディスコグラフィー

### フルアルバム
| No. | タイトル                                    | 収録曲 | Gaon チャート （週間） | 売上枚数  |
| --- | ------------------------------------------- | --- | ---------------------- | --------- |
| 1st | VOICE : The future is now （2021年1月11日） | 1. Into The Mirror 2. What I Said 3. Circle 4. Chess 5. Up To You 6. All Day 7. Carry on 8. Eyes on you 9. Utopia 10. Where is Love? 11. Unpredictable 12. Flip A Coin 13. We Stay | 4位                    | 107,774枚 |

### ミニアルバム
| No. | タイトル                             | 収録曲 | Gaon チャート （週間） | 売上枚数 |
| --- | ------------------------------------ | --- | ---------------------- | -------- |
| 1st | Voice To New World （2016年11月9日） | 1. What time is it now? 2. 아무렇지 않은 척 3. Beautiful 4. 날 보며 웃어준다 5. The Chemistry 6. #떨려 (VICTON Ver.)       | 19位                   | 14,947枚 |
| 2nd | READY （2017年3月2日）               | 1. EYEZ EYEZ 2. IN THE AIR 3. 얼타 4. 이 나쁜.. 5. SUNRISE                                                                 | 7位                    | 27,395枚 |
| 3rd | IDENTITY （2017年8月23日）           | 1. 말도 안돼 2. 뺏길까봐 3. 느린 이별 4. FLOWER 5. LIGHT                                                                   | 6位                    | 22,145枚 |
| 4th | From. VICTON （2017年11月9日）       | 1. 나를 기억해 2. 사랑하기 때문에 3. HAVE A GOOD NIGHT (Stage Ver.) 4. 뒤돌지마 5. TIMELINE 6. 나를 기억해 (Acoustic Ver.) | 14位                   | 13,419枚 |
| 5th | nostalgia （2019年11月4日）          | 1. Intro (nostalgia) 2. 그리운 밤 (nostalgic night) 3. New World 4. 걱정이 돼서 5. Here I am 6. Hands up                   | 4位                    | 74,103枚 |
| 6th | CONTINUOUS （2020年3月9日）          | 1. Nightmare 2. Howling 3. All I Know 4. Petal 5. White Night                                                              | 2位                    | 93,233枚 |
| 7th | CHAOS （2022年5月31日）              | 1. Stupid O'clock 2. Bonnie And Clyde 3. Ink 4. Stay 5. In Love 6. Dear. Young                                             |                        |          |
| 8th | Choice （2022年11月15日）            | 1. Virus 2. 시간을 달리는 소년 3. Alive 4. Better Place 5. Feels good                                                      |                        |          |

### シングル
| No. | タイトル                      | 収録曲                                                              | Gaon チャート （週間） | 売上枚数 |
| --- | ----------------------------- | ------------------------------------------------------------------- | ---------------------- | -------- |
| 1st | 俉月哀 （2018年5月23日）      | 1. 오월애 (俉月哀) 2. 오월애 (俉月哀) (Inst.)                       | 2位                    | 18,015枚 |
| 2nd | Mayday （2020年6月2日）       | 1. Mayday 2. Mayday(Inst.) 3. New World(new ver.)(CD ONLY)          | 3位                    | 95,407枚 |
| 3rd | Chronograph （2022年1月18日） | 1. Chronograph 2. Want Me (시강의 문) 3. Chronograph (English ver.) | 8位                    |          |

### OST
| 発売日       | タイトル  | 収録アルバム           | 備考                         |
| ------------ | --------- | ---------------------- | ---------------------------- |
| 2018年4月9日 | Celebrate | 그남자 오수 OST Part.6 | OCN「私が恋した男オ・ス」OST |

## 出演

### TV
- 私と7人の男たちの物語 ミチルナム(Crazy Boy)（2016年8月30日 - 11月1日、Mnet）
- ジャングルの法則 in クック諸島（2018年1月12日 - 1月26日、SBS）- チェ・ビョンチャン[45]
- PRODUCE X 101（2019年、Mnet）- ハン・スンウ、チェ・ビョンチャン
- バンバンショー（2019年10月7日 - 12月9日、SBS MTV）- チェ・ビョンチャン（MC）

#### 特別番組
- VICTON COMEBACK SHOW The future is now（2021年1月11日、Mnet）

#### ドラマ
- サイコパスダイアリー（2019年11月20日 - 2020年1月9日、tvN）- ユク・ドンチャン役（チョン・スビン）[46]
- LIVE ON（2020年11月17日 - 2021年1月12日、JTBC）- キム・ユシン役（チェ・ビョンチャン）

#### ゲスト出演
- 週間アイドル（MBC every）
  - 2017年2月1日 - 全員
  - 2017年3月2日 - 4月12日 - ハン・スンウ（覆面アイドル）
  - 2017年10月4日 - 全員
  - 2018年4月11日 - チェ・ビョンチャン
  - 2018年5月23日 - 全員
- 覆面歌王（MBC）
  - 2017年2月12日、3月5日 - 3月12日 - チェ・ビョンチャン
  - 2018年1月21日 - 1月28日 - イム・セジュン
  - 2019年12月29日 - カン・スンシク
  - 2020年3月22日 - 3月29日 - ホ・チャン、チョン・スビン
  - 2020年9月6日 - 9月13日 - ハン・スンウ[47]
  - 2020年9月20日 - 9月27日 - ホ・チャン、イム・セジュン
  - 2020年11月29日 - 12月6日 - ホ・チャン、チョン・スビン
  - 2020年12月13日 - 12月20日 - ホ・チャン、イム・セジュン
  - 2020年12月27日 - 2021年1月3日 - ホ・チャン[48]

- アイドル演技対決 私が俳優だ（2017年5月9日、K STAR）- チョン・スビン
- DJショー トライアングル（2017年6月25日、SBS）- ハン・スンウ、ホ・チャン、イム・セジュン
- TMI NEWS（Mnet）
  - 2019年8月28日 - チェ・ビョンチャン
  - 2019年11月6日 - チェ・ビョンチャン、チョン・スビン
  - 2020年8月26日 - ハン・スンウ[49]
- 不朽の名曲2 - 伝説を歌う（KBS2）
  - 2020年3月14日 - 全員
  - 2020年9月12日 - ハン・スンウ、カン・スンシク
- クイズの上のアイドル（2020年8月17日、KBS2）- チェ・ビョンチャン、チョン・スビン

### ネット配信

#### バラエティ
- VICTONのBornアイデンティティ（2017年5月16日 - 7月6日、MelOn・YouTube・KakaoTV）※全16回
- 戦争の序幕 - 分量死守大作戦（2018年4月25日 - 6月14日、ネイバーTV・YouTube・VLIVE）※全8回
- VICTON 義理ゲーム（2019年11月14日 - 12月12日、IDOLLIVE・YouTube）※全5回
- アイログユー2 VICTON（2020年2月26日、IDOLLIVE）
- 賢いVICTON生活（2020年7月29日 - 9月23日、FANSHIP・VLIVE）全8回

#### ウェブドラマ
- また会った君（2019年9月8日 - 10月20日、PLAYLIST）- チョ・アソン役（チョン・スビン）[50]
- 恋の予感コンビニ(2021年1月-、Dingo(YouTube)) - チョン・スビン役（チョン・スビン）

### ラジオ
- VICTONの布団キック（2020年4月14日 - 、ネイバーNOW）

### ミュージックビデオ
| 公開日         | M/V                                                 | 出演メンバー   |
| -------------- | --------------------------------------------------- | -------------- |
| 2017年11月27日 | ホ・ガク「바보야 (Only You)」                       | イム・セジュン |
| 2018年2月6日   | ホ・ガク「마지막으로 안아도 될까 (The Last Night)」 | イム・セジュン |
| 2020年8月27日  | ホ・ガク「듣고 싶던 말 (Without you)                | チョン・スビン |

## 公演
| 年     | 公演名                                             | 日程            | 国             | 会場                                        | 備考 |
| ------ | -------------------------------------------------- | --------------- | -------------- | ------------------------------------------- | ---- |
| 2017年 | HELLO JAPAN! VICTON 1st SPECIAL LIVE               | 5月2日          | 日本           | 東京・豊洲PIT                               |      |
| 2017年 | KCON 2017 JAPAN                                    | 5月19日         | 日本           | 千葉・幕張メッセ                            |      |
| 2017年 | Welcome to VICTON CLASS                            | 5月27日         | 韓国           | ソウル・ユニバーサルアートセンター          |      |
| 2017年 | VICTON ’Love in Saitama’                           | 10月14日        | 日本           | 埼玉・埼玉文化センター大ホール              | 延期 |
| 2017年 | VICTON SPECIAL LIVE IN JAPAN                       | 12月3日         | 日本           | 千葉・松戸森のホール21大ホール              |      |
| 2018年 | KCON 2018 JAPAN×M COUNTDOWN                        | 4月13日         | 日本           | 千葉・幕張メッセ国際展示場ホール            |      |
| 2018年 | 2018 VICTON 1st Fanmeeting in Japan 'ある素敵な日' | 4月15日         | 日本           | 東京・TFT ホール 300                        |      |
| 2018年 | VICTON FIRST EUROPE TOUR 2018                      | 9月11日         | ロシア         | モスクワ・MOCKBA HALL                       |      |
| 2018年 | VICTON FIRST EUROPE TOUR 2018                      | 9月13日         | イギリス       | ロンドン・229 THE VENUE                     |      |
| 2018年 | VICTON FIRST EUROPE TOUR 2018                      | 9月15日         | スペイン       | マドリード・GOTHAM THE CLUB                 |      |
| 2018年 | VICTON FIRST EUROPE TOUR 2018                      | 9月16日         | イタリア       | ミラノ・MAGAZINNI GENERALLI                 |      |
| 2018年 | VICTON FIRST EUROPE TOUR 2018                      | 9月20日         | オーストラリア | ウィーン・REIGEN LIVE                       |      |
| 2018年 | VICTON FIRST EUROPE TOUR 2018                      | 9月22日         | ドイツ         | エッセン・TUROCK                            |      |
| 2018年 | VICTON FIRST EUROPE TOUR 2018                      | 9月23日         | トルコ         | イスタンブール・UNIQ HALL                   |      |
| 2018年 | VICTON 1st FANMEETING 'WELCOME TO WONDERLAND'      | 11月17日        | 韓国           | ソウル・西江大学校 メリーホール             |      |
| 2018年 | VICTON 1st FANMEETING 'WELCOME TO WONDERLAND'      | 11月18日        | 韓国           | ソウル・西江大学校 メリーホール             |      |
| 2019年 | VICTION 1st ASIA TOUR 'VOICE TO ALICE'             | 11月29日        | 日本           | 東京・府中の森芸術劇場 どりーむホール       |      |
| 2019年 | VICTION 1st ASIA TOUR 'VOICE TO ALICE'             | 12月1日         | 日本           | 大阪・COOL JAPAN PARK OSAKA WWホール        |      |
| 2019年 | VICTION 1st ASIA TOUR 'VOICE TO ALICE'             | 12月8日         | タイ           | バンコク・GMM Live House                    |      |
| 2019年 | VICTION 1st ASIA TOUR 'VOICE TO ALICE'             | 12月14日        | 中華民国       | 台北・TICC 台北国際会議中心                 |      |
| 2019年 | VICTION 1st ASIA TOUR 'VOICE TO ALICE'             | 12月21日        | フィリピン     | マニラ・SM North EDSA Skydome               |      |
| 2020年 | VICTON 1ST CONCERT 'New World'                     | 1月4日          | 韓国           | ソウル・オリンピック公園オリンピックホール  |      |
| 2020年 | VICTON 1ST CONCERT 'New World'                     | 1月5日          | 韓国           | ソウル・オリンピック公園オリンピックホール  |      |
| 2020年 | VICTON CONTINUOUS in JAPAN（仮）                   | 4月9日→8月22日  | 日本           | 東京・LINE CUBE SHIBUYA                     | 延期 |
| 2020年 | VICTON CONTINUOUS in JAPAN（仮）                   | 4月11日→8月25日 | 日本           | 兵庫・神戸文化ホール大ホール                | 延期 |
| 2020年 | 2020 VICTON ONTACT LIVE [Mayday]                   | 7月12日         | オンライン開催 | オンライン開催                              |      |
| 2020年 | VICTON Japan 1st Online TalkShow -VICtalk-         | 11月7日         | オンライン開催 | オンライン開催                              |      |
| 2020年 | 4周年記念ファンミーティング BACK TO THE WONDERLAND | 11月9日         | 韓国           | ソウル・ブルースクエア アイマーケットホール |      |